# En vivo en el Monumental
En vivo en el Monumental es el cuarto álbum en directo oficial de la banda chilena Inti-Illimani, grabado en 1997 en el Teatro Monumental de Santiago, en un concierto como celebración del trigésimo aniversario del grupo. Fue publicado el mismo año por el sello discográfico italiano CGD. En Chile aparecería un VHS que incluye la grabación del concierto con temas adicionales.
Tres de las canciones del álbum (Mulata, El Mercado Testaccio y Lady Chicheri) se volverán a utilizar en el disco doble de 2001 Antología en vivo.

## Lista de canciones
| En vivo en el Monumental |                                    |                                  |          |  |
| N.º                      | Título                             | Escritor(es)                     | Duración |  |
| 1.                       | «Introducción Kalimba»             | Horacio Salinas                  | 0:34     |  |
| 2.                       | «Canto de las estrellas»           | José Seves, Moisés Chaparro      | 5:52     |  |
| 3.                       | «La fiesta de San Benito/Kullacas» | tradicional, Horacio Salinas     | 6:05     |  |
| 4.                       | «Tatati»                           | Horacio Salinas                  | 3:31     |  |
| 5.                       | «Corazón maldito»                  | Violeta Parra                    | 3:33     |  |
| 6.                       | «El aparecido»                     | Víctor Jara                      | 3:26     |  |
| 7.                       | «Mulata»                           | Horacio Salinas, Nicolás Guillén | 5:16     |  |
| 8.                       | «Medianoche»                       | Patricio Manns, Horacio Salinas  | 4:11     |  |
| 9.                       | «Maria Canela»                     | Horacio Salinas                  | 2:06     |  |
| 10.                      | «Mi chiquita/El carnaval»          | Horacio Salinas                  | 8:25     |  |
| 11.                      | «El mercado Testaccio»             | Horacio Salinas                  | 4:15     |  |
| 12.                      | «Arriesgaré la piel»               | Patricio Manns, Horacio Salinas  | 4:44     |  |
| 13.                      | «Quién eres tú»                    | Patricio Manns, Horacio Salinas  | 3:22     |  |
| 14.                      | «Señora chichera»                  | popular boliviana                | 3:52     |  |
| 59:19                    |                                    |                                  |          |  |

## Créditos
Inti-Illimani
- Max Berrú
- Jorge Coulón
- Marcelo Coulón
- Horacio Durán
- Horacio Salinas
- José Seves
- Efren Viera
- Pedro Villagra